# Рачинские
Рачинские (пол. Raczyńscy) — дворянский и графский род герба Наленч.

## Дворяне Рачинские
Есть три фамилии Рачинских, из коих одна внесена в гербовник:
- Рачинские, герба Наленч, владевший вотчинами в земле Волынской в XV веке (Герб. Часть VI. № 107.) Сюда принадлежат графы Рачинские.
- Рачинские, герба Ястржембец, принявшие начало в земле Волынской в XVII веке. (в Гербовник не внесены).
- Рачинские, герба Слеповрон, принявшие начало в Литве в XVII веке (в Гербовник не внесены)[2].

Фамилия Рачинских древняя и была известна в земле Волынской еще в XV веке, владея вотчинами Рагин, Руда и другими.

## В Польше
Происходит из Великой Польши и восходит к XIII веку. Михаил-Казимир Рачинский († 1738) был воеводой калишским и познанским и дважды послом в Вену. Его внук кавалер ордена Белого орла и прусского ордена Чёрного орла Казимир (1739—1824) — маршал надворный коронный и маршал постоянного совета, генерал великопольский, один из горячих сторонников России в конце самостоятельного существования Польши, возведен королём прусским Фридрихом-Вильгельмом III (1798) в графское Прусского королевства достоинство. Он не имел сыновей, а младшая дочь его, Мишелина, вышла замуж за двоюродного брата Филиппа Рачинского и рожденные от этого брака внуки графа Казимира, Эдуард и Афанасий возведены (1804) в графское Прусского королевства достоинство. Граф Эдуард Рачинский (1786—1845) — польский учёный и общественный деятель, а граф Афанасий (г/р 1788) был прусским посланником при разных дворах, женат на дочери князя Радзивилла и принцессы Луизы прусской, потомственный член верхней палаты королевства Прусского. Также (12 декабря 1825) графское достоинство Прусского королевства было распространено на Викентия Осиповича Рачинского. Граф Рачинский, Эдвард Александр (1847—1926) — польский коллекционер, меценат, путешественник. Сыновья последнего:
- Эдвард Бернард Рачинский (1891—1993) — польский политик, президент Польши (в изгнании) в 1979—1986 годах.
- Рачиньский, Роджер Адам (1889—1945) — польский политик и дипломат.

Польские отрасли Рачинских внесены в родословные книги Виленской, Витебской, Волынской, Минской, Подольской и Санкт-Петербургской губерний.

## В Гетманщине
Потомство Ивана Рачинского и его внука Андрея Андреевича Рачинского, коллежского советника (XVIII в.). Этот род пользовался гербом Ястржембец.

## В России

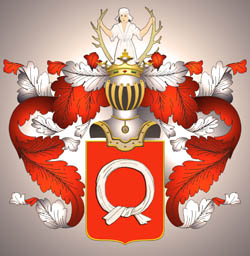
Герб дворян Рачинских (ОГ VI, 107)

В 1656 году Даниил и Ян Рачинские — дети Яна Рачинского, получившего от Владислава IV земли в Бельском уезде — поступили в подданство России. Илья и Борис Ивановичи Рачинские — московские дворяне (1677), стольники (1686—1692). К этому роду, внесённому в VI часть родословной дворянской книги Смоленской губернии, принадлежат Антон Михайлович (1769—1825), его сын Александр Антонович (1799—1866) и сыновья последнего Сергей (1833—1902) и Константин (1838—1909) Рачинские, профессора Московского университета, сын последнего Александр Константинович (ок. 1867 — 1930?).
Как отмечала А. В. Лухта: «В семейном фонде Рачинских сложилось два архива: один — „Татевский“, принадлежавший старшей линии семьи Рачинских и вмещающий в себя архивы семей Боратынских, Потемкиных, Пенских, Огонь-Догановских, Коховских, и второй — „Бобровский“, принадлежавший младшей линии Рачинских, с архивами Колечицких и Верховских. Бобровка перешла во владение Рачинских через брак младшего сына Антона Михайловича Рачинского, Алексея Антоновича (1807—1888), с Анной Петровной Колечицкой (1818—1886)».
Герб рода Рачинских внесён в Часть 6 Общего гербовника дворянских родов Всероссийской империи (С. 107). Родовым «гнездом» Рачинских в России было имение Татево.